# Viên Nhất Kỳ
Viên Nhất Kỳ (giản thể: 袁一琦, phồn thể: 袁一琦, bính âm: Yuán Yī Qí ; sinh ngày 19 tháng 3 năm 2000) là một nữ ca sĩ và diễn viên người Trung Quốc .Cô là cựu thành viên thế hệ thứ 7 của nhóm nhạc nữ thần tượng SNH48 thuộc Team HII.

## Tiểu Sử
Viên Nhất Kỳ sinh ngày 19 tháng 03 năm 2000 tại Thành Phố Thành Đô ,Tứ Xuyên ,Trung Quốc . 
Cô nàng là cựu thành viên của nhóm nhạc nữ SNH48 , DeMoon và hiện đang theo đuổi sự nghiệp solo.
Trong vai trò là thành viên của SNH48, Cô nàng đứng ở vị trí thứ 56 (2017), 21 (2019) , 12 (2020) , 2 (2021) , 3 (2022) và 1 (2023, 2024) trong các cuộc Tổng Tuyển Cử nhân khí thường niên của SNH48, bình chọn từ tổng số hơn 100 thành viên. 
Ngày 17 tháng 11 năm 2024 ,sau 2 lần đạt hạng nhất trong tổng tuyển cử, cô tốt nghiệp bước vào cung điện minh tinh, tách ra hoạt động solo.
Trong vai trò ca sĩ solo, cô có nhiều tác phẩm âm nhạc nổi bật . Các bài hát của cô mỗi khi phát hành đều thu lại thành tích, lượt nghe khủng và lợi nhuận tốt; liên tiếp góp mặt trong top đầu các bảng xếp hạng âm nhạc khi mới phát hành. Bài hát solo nổi bật của cô phải kể đến như : I don't wanna be with you (2020), Thùng rác (2021), Dear No Tag (2021) , Thủy Chưng Khí (2023), Gummy (2024),... 

## Sự nghiệp

### Hoạt động nhóm
Ngày 15 tháng 9 năm 2016, cô trở thành thành viên thế hệ thứ 7 của SNH48 và gia nhập SNH48 Team HII.
Ngày 19 tháng 1 năm 2019, cô tham gia 5th Annual Golden Melody Awards Concert của SNH48 GROUP, cô cùng Từ Tử Hiên, Ngô Triết Hàm, Dương Băng Di, Trương Di, Trương Đan Tam và Trương Quỳnh Dư thành lập nhóm 7 người DeMOON.
Ngày 23 tháng 6, chương trình truyền hình Thiên Thiên Hướng Thượng của Đài truyền hình vệ tinh Hồ Nam do cô tham gia ghi hình đã được phát sóng.
Ngày 27 tháng 7, trong tổng tuyển cử lần thứ 6 lần đầu xuất hiện tại buổi hòa nhạc cùng DeMOON, và trình diễn đĩa đơn chưa phát hành "Hồ Ly (Fox)".
Ngày 15 tháng 9, DeMOON đã phát hành EP đầu tiên của nhóm mang tên "DeMOON".
Ngày 17 tháng 11, cô tham dự Asian Music Festival 2019 cùng DeMOON và giành được Giải thưởng Nhóm nhạc nữ mới danh dự hàng năm.
Ngày 29 tháng 5 năm 2020, chương trình thi đấu nhóm nhạc của kênh Tencent Video Chúng Ta Nhiệt Huyết cô tham gia được phát sóng.
Ngày 10 tháng 11, cô phát hành đĩa đơn "I Don't Wanna Be With You".
Tháng 4, cô tham gia chương trình âm nhạc Youth and melody của kênh DRAGON TV với tư cách ca sĩ thuộc Siba Family Label, trong chương trình cô thể hiện ca khúc "Thiên Thiên".
Ngày 28 tháng 6, đĩa đơn "Chỉ Một Lần Duy Nhất Của Chúng Ta" được ra mắt.
Ngày 10 tháng 9, chương trình 50km "Vườn đào mở" cửa cô tham gia của kênh Tencent Video được phát sóng.
Ngày 15 tháng 1 năm 2023, cô tham gia chương trình Kỳ ngộ tân niên dạ của Truyền hình vệ tinh Hà Nam cùng SNH48, cả nhóm trình diễn ca khúc "Thực dục tân niên", và điệu nhảy chủ đề năm mới "Thỏ vũ tân niên".
Ngày 20 tháng 1, cô tham gia chương trình Gala Lễ hội mùa xuân truyền hình vệ tinh An Huy 2023.
Ngày 5 tháng 2, cô tham gia Dạ tiệc lễ hội đèn lồng truyền hình vệ tinh An Huy 2023 cùng nhóm và trình diễn ca khúc "honor". Ngày 5 tháng 8, khi tham gia Annual Youth Ceremony 2023 của SNH48 GROUP và Siba Family 10th Anniversary Concert, "Mười năm tuổi trẻ, những vì sao tỏa sáng", Viên Nhất Kỳ đã giành được Giải Vàng dành cho thành viên có ảnh hưởng của năm và danh hiệu QUEEN cho mức độ nổi tiếng cao nhất năm.
Ngày 28 tháng 8, cô tham gia Liên hoan Âm nhạc Phương Đông Văn Bảng lần thứ 30 và được trao giải “Ca sĩ phong cách của năm”. Ngày 26 tháng 9, cô tham dự Lễ hội âm nhạc weibo và đoạt giải "Ca sĩ mới của năm". 
Ngày 1 tháng 11, chủ đề tuần diễn solo "CFBDSIR2149" đã được công bố.  
Vào ngày 3 tháng 11, đã có thông báo album solo đầu tiên 《Hướnng gió》sẽ được phát hành. 
Ngày 19 tháng 3 năm 2024, nhân dịp sinh nhật lần thứ 24, cô đã phát hành EP cá nhân 《24》
Ngày 3 tháng 8, cô đã giành được Giải Vàng Thành viên có ảnh hưởng hàng năm  của Lễ trao giải Thường niên SNH48GROUP và Nữ hoàng được yêu thích đỉnh cao hàng năm. Cùng ngày, Viên Nhất Kỳ đã tham gia Lễ trao giải  thường niên "Chương mới" 2024SNH48GROUP và giành được Giải thưởng "Ảnh hưởng hàng năm của Weibo".
Ngày 12 tháng 09 cô tham gia chương trình “Tiệc siêu trăng trung thu 2024” biểu diễn bài hát 《Đê hao》
Ngày 09 tháng 10 Chương trình có sự góp mặt của cô "Nhật ký đặc sản thoát vòng"được lên sóng
Ngày 12 tháng 11 chương trình “Vườn đào mở cửa SS3” được phát sóng
Ngày 17 tháng 11 ,cô thông báo tốt nghiệp khỏi SNH48 và thành lập studio riêng
Ngày 19 tháng 11 ,Album solo "Gummy" được ra mắt
Ngày 27 tháng 1 năm 2025, Viên Diệc Kỳ tham gia "Dạ tiệc mừng xuân Tứ Xuyên và Trùng Khánh 2025" 

## Nhân vật
- Sở thích:  Hát, trượt ván, chơi game.
- Kĩ năng: Hát, chơi game, đánh đàn, đánh trống, nhảy .
- Thích chơi "Overwatch" và đã ghi được hơn 4.000 điểm nên được người hâm mộ gọi là cô gái 4.000 điểm.

## Danh sách đĩa nhạc

### EP
| Tên                  | Chi tiết | Danh sách bài hát | Thứ hạng cao nhất | Doanh số |
| Tên                  | Chi tiết | Danh sách bài hát | CHN               | Doanh số |
| Tinh Cầu Cuồng Hoang | - Phát hành: Ngày 14 tháng 2 năm 2023 - Hãng đĩa: Siba Culture - Định dạng: Tải nhạc số, Trực tuyến - Ngôn ngữ: Tiếng Trung Quốc  | Danh sách 1. Tinh Cầu Cuồng Hoang 2. Nóng Lên (Ft. Hứa Dương Ngọc Trác) 3. U (Ft. Đường Lỵ Giai) 4. Đại Tiểu Hài 5. Chúng ta phải sống lâu hơn thế giới một chút                | –                 | N/A      |
| Hướng Gió            | - Phát hành: Ngày 15 tháng 11 năm 2023 - Hãng đĩa: Siba Culture - Định dạng: Tải nhạc số, Trực tuyến - Ngôn ngữ: Tiếng Trung Quốc | Danh sách 1. Hướng Gió 2. Rainy Day 3. Đèn Đường Ban Ngày | –                 | N/A      |
| 24                   | - Phát hành: Ngày 19 tháng 04 năm 2024 - Hãng đĩa: Siba Culture - Định dạng: Tải nhạc số, Trực tuyến - Ngôn ngữ: Tiếng Trung Quốc | Danh sách 1. Infinity 2. Nghe 3. For Blue 4. Khúc dạo đầu mùa | –                 | N/A      |
| GUMMY                | - Phát hành: Ngày 19 tháng 11 năm 2024 - Hãng đĩa: Siba Culture - Định dạng: Tải nhạc số, Trực tuyến - Ngôn ngữ: Tiếng Trung Quốc | Danh sách 1. Gummy 2. Bring Me Up 3. Vũ Điệu Dưới Ánh Trăng |                   |          |
| SỐNG MỘT MÌNH        | - Phát hành: Ngày 08 tháng 04 năm 2025 - Hãng đĩa: Siba Culture - Định dạng: Tải nhạc số, Trực tuyến - Ngôn ngữ: Tiếng Trung Quốc | Danh sách 1. 𝗦𝘂𝗽𝗲𝗿 𝗪𝗶𝗻𝗻𝗲𝗿 2. 𝗦𝘁𝗿𝗮𝗶𝗴𝗵𝘁 𝗢𝗻 3. Thùng Rác 4. Lực Hấp Dẫn 5. 𝟲𝗮𝗯𝘆 𝘂 6. 𝗕𝗹𝗼𝗼𝗺 7. Rất muốn gặp được em 8. 𝗣𝗿𝗼𝗺𝗶𝘀𝗲 𝗳𝗼𝗿 𝘆𝗼𝘂 9. 𝗙𝗶𝗻𝗮𝗹 𝗛𝗶𝘁 10. Sống Một Mình 11. 𝗠𝗲𝗹𝗮𝘁𝗼𝗻𝗶𝗻 |                   |          |

### SNH48 EP
| #  | Album                       | Bài hát                  | Tư cách                   | MV | Ghi chú                                        |
| 17 | 《Dawn in Naples》          | Uniform Faith            | Nhóm Cấp Tốc （TOP66）    | ★  |                                                |
| 20 | 《Quy Luật Rừng Xanh》      | Sunrise                  | Nhóm tuyển chọn SNH48     | ★  |                                                |
| 25 | 《Bài hát của thời gian》   | Brave or not             | Nhóm Cao Phi （TOP32）    | ★  |                                                |
| 27 | 《Trời trong rồi》          | Trời trong rồi           | Nhóm tuyển chọn           | ★  | Lần đầu tiên lọt vào nhóm tuyển chọn           |
| 28 | 《Bộ ba tăng trưởng F.L.Y》 | Biệt lai vô dạng (YOUNG) | Nhóm Tinh Quang （TOP16） | ★  | Lần đầu tiên lọt vào nhóm tuyển chọn cuối cùng |
| 29 | 《Flipped》                 | Flipped                  | Nhóm tuyển chọn           | ★  |                                                |
| 30 | 《Hoa nhung》               | Hoa nhung                | Nhóm Tinh Quang （TOP16） | ★  |                                                |
| 31 | 《Hải sa》                  | Hải sa                   | Nhóm tuyển chọn           | ★  | Lần đầu đảm nhận center nhóm tuyển chọn        |
| 31 | 《Hải sa》                  | Chi lưu                  | Nhóm tuyển chọn           |    | Center                                         |
| 32 | 《Silk Road》               | Silk Road                | Nhóm Tinh Quang （TOP16） | ★  |                                                |
| 34 | 《NUMBER ONE》              | NUMBER ONE               | Nhóm Tinh Quang （TOP16） | ★  | Center                                         |
| 36 | 《BEST FRIENDS》            | BEST FRIENDS             | Nhóm Tinh Quang （TOP16） | ★  | Center                                         |

### SNH48 Albums
| # | Albums             | Bài hát           | Tư cách                               | MV | Ghi chú                         |
| 2 | 《Unique Touch》   | Unique Touch      | Đại diện trong nhóm (nhóm tuyển chọn) | ★  | Lần đầu đảm nhận vai trò center |
| 2 | 《Unique Touch》   | Nếu như cậu ở đây | Team HII                              |    | Center                          |
| 3 | 《Into The World》 | Into The World    | Nhóm tuyển chọn                       |    |                                 |
| 3 | 《Into The World》 | Goodbye           | Team HII                              |    |                                 |

### Trình diễn sân khấu
| Tựa đề                                                            | Tên bài hát         | Ghi chú                                             |
| Team HII 3rd Stage "Dawn of the Idol" performance                 | Thiên quốc tiểu tử  | Thay thế                                            |
| Team HII 1st Waiting Stage "Eighteen Shining Moments" performance | Glory day           | Thay thế                                            |
| Team HII 4th Stage "Beautiful World" performance                  | A War               | Thay thế                                            |
| SNH48 "We Charge Forward" performance                             | If You Hug Me       | Cùng Phan Yến Kỳ, Trương Nhã Mộng                   |
| Team HII 2nd Waiting Stage "New H Stars" performance              | Natasha             | Cùng Hồng Bội Vân, Tằng Hiểu Văn                    |
| Team HII 5th Stage "Number One News" performance                  | Điệu Tango Lặng Im  | Vị trí số 1 Cùng Dương Huệ Đình                     |
| Team SII × Team HII "Newbies Holding Hands" performance           | Glory day           | Cùng Trương Hân, Ôn Tinh Tiệp                       |
| Team HII 3rd Waiting Stage "Orange Miracle" performance           | Khúc chung nhân tán | Center Cùng Thích Dư Châu, Tống Vũ San              |
| Team HII 6th Stage "Ultimate Mission" performance                 | Look Out            | Vị trí số 1 Cùng Hứa Dương Ngọc Trác                |
| Team HII 6th Stage "Ultimate Mission 2.0" performance             | Điệu Tango Lặng Im  | Vị trí số 1 Cùng Nông Yến Bình                      |
| Team HII 6th Stage "Ultimate Mission 2.0" performance             | Uyên                | Vị trí số 1 với Hách Tịnh Di và Quách Sảng          |
| Team HII 6th Stage "Ultimate Mission 2.0" performance             | Liar                | Solo                                                |
| Team HII 7th Stage "Alpha Code" performance                       | Plan B              | Vị trí số 1 với Hứa Dương Ngọc trác và Hách Tịnh Di |
| Team HII 7th Stage "Alpha Code" performance                       | Zero                | Solo                                                |

### Trình diễn hòa nhạc
| Tựa đề                                         | Ngày        | Tên bài hát            | Ghi chú                                                       |
| 2018                                           |             |                        |                                                               |
| SNH48 4th Annual Golden Melody Awards BEST 50  | 3 tháng 2   | Một lần nữa yêu        | Cùng Vương Vũ Huyên, Hoàng Ân Như, Thẩm Mộng Dao              |
| 2019                                           |             |                        |                                                               |
| SNH48 Group 6th Finals Concert                 | 27 tháng 7  | Hồ ly                  | Thành viên DeMOON                                             |
| SNH48 6th Annual Golden Melody Awards BEST 50  | 21 tháng 12 | Cuộc gọi nhỡ           | Cùng Lý Vũ Kỳ                                                 |
| 2020                                           |             |                        |                                                               |
| SNH48 Group 7th Finals Concert                 | 15 tháng 8  | Vũ Khúc Hoa Viên       | Trình diễn tại Chúng ta nhiệt huyết                           |
| 2021                                           |             |                        |                                                               |
| SNH48 7th Annual Golden Melody Awards BEST 50  | 16 tháng 1  | 9 to 9                 | Cùng Đoàn Nghệ Tuyền                                          |
| SNH48 Group 8th Finals Concert                 | 7 tháng 8   | Vũ Khúc Hoa Viên       | Cùng Đoàn Nghệ Tuyền, Trương Hân                              |
| 2022                                           |             |                        |                                                               |
| SNH48 8th Annual Golden Melody Awards BEST 50  | 8 tháng 1   | SPY                    | Cùng Chu Di Hân                                               |
| SNH48 8th Annual Golden Melody Awards BEST 50  | 8 tháng 1   | Fire Touch             | Cùng Ngô Triết Hàm, Dương Băng Di, Trương Quỳnh Dư            |
| SNH48 8th Annual Golden Melody Awards BEST 50  | 8 tháng 1   | Chỉ thiếu một chút nữa | Cùng Tôn Trân Ny                                              |
| SNH48 GROUP Annual Youth Ceremony 2022         | 20 tháng 8  | Thủy Chưng Khí         | Solo                                                          |
| 2023                                           |             |                        |                                                               |
| SNH48 9th Annual Golden Melody Awards BEST 50  | 25 tháng 2  | Scream Out             | Cùng Dương Băng Di, Trịnh Đan Ny, Lý Giai Ân                  |
| SNH48 9th Annual Golden Melody Awards BEST 50  | 25 tháng 2  | Sốt nhẹ                | Cùng Thẩm Mộng Dao                                            |
| SNH48 9th Annual Golden Melody Awards BEST 50  | 25 tháng 2  | Đen và Trắng           | Cùng Thẩm Mộng Dao                                            |
| SNH48 GROUP Annual Youth Ceremony 2023         | 5 tháng 8   | Tinh Cầu Cuồng Hoang   | Solo                                                          |
| 2024                                           |             |                        |                                                               |
| SNH48 10th Annual Golden Melody Awards BEST 50 | 13 tháng 1  | AfterParty             | Cùng Tả Tịnh Viện, Từ Sở Văn, Trương Nguyệt Minh, Tôn Ngữ San |
| SNH48 10th Annual Golden Melody Awards BEST 50 | 13 tháng 1  | Giai Độ                | Cùng Do Miểu, Hác Tịnh Di, Diêm Minh Quân, Mã Ngọc Linh       |
| SNH48 GROUP Annual Youth Ceremony 2024         | 3 tháng 8   | Vũ Điệu Dưới Ánh Trăng | Solo                                                          |

### Sáng tác
| Năm  | Bài hát                                      | Phần     | Phần      | Phần     |
| Năm  | Bài hát                                      | Viết lời | Soạn nhạc | Cải biên |
| 2020 | Goodbye                                      | Yes      | Yes       | No       |
| 2021 | Can't see the person talking in the mirror   | Yes      | No        | No       |
| 2021 | Không ngủ được                               | Yes      | Yes       | No       |
| 2021 | 6aby u                                       | Yes      | Yes       | No       |
| 2021 | Chỉ Một Lần Duy Nhất Của Chúng Ta            | Yes      | Yes       | No       |
| 2021 | Look Out                                     | Yes      | No        | No       |
| 2021 | Dear no tag                                  | Yes      | Yes       | No       |
| 2021 | hahh                                         | Yes      | Yes       | No       |
| 2021 | Garbage can                                  | Yes      | Yes       | No       |
| 2021 | My mine                                      | Yes      | No        | No       |
| 2021 | Pháo Hoa                                     | Yes      | No        | No       |
| 2022 | Tempo / love                                 | Yes      | Yes       | No       |
| 2022 | Thủy Chưng Khí                               | Yes      | No        | No       |
| 2022 | My Mine                                      | Yes      | Yes       | No       |
| 2023 | Đại Tiểu Hài                                 | Yes      | No        | No       |
| 2023 | Tinh Cầu Cuồng Hoang                         | Yes      | Yes       | No       |
| 2023 | Nóng Lên (Ft. Hứa Dương Ngọc Trác)           | Yes      | Yes       | No       |
| 2023 | Chúng ta phải sống lâu hơn thế giới một chút | Yes      | Yes       | No       |
| 2023 | U (Ft. Đường Lỵ Giai)                        | Yes      | Yes       | No       |
| 2023 | Rainy Day                                    | Yes      | No        | No       |

## Danh sách phim

### Chương trình truyền hình
| Năm  | Kênh          | Tên chương trình           | Tập           | Ghi chú            |
| 2017 | Bilibili      | 48 Người sói               | Tập 6         |                    |
| 2017 | Bilibili      | 48 Người sói               | Tập 8         |                    |
| 2019 | Hồ Nam TV     | Thiên Thiên Hướng Thượng   | Tập ngày 23/6 | Khách mời          |
| 2022 | Tencent Video | SNHello mùa 2              | Tập 7         |                    |
| 2022 | Tencent Video | Dưới tán hoa đào nở        | —             | Thành viên cố định |
| 2023 | Tencent Video | Một mùa hè sôi động        | —             | Thành viên cố định |
| 2024 | Tencent Video | Một mùa hè sôi động        | —             | Thành viên cố định |
| 2024 | CCTV          | Nhật Ký Đắc sản thoát vòng | —             | Thành viên cố định |

## Giải thưởng và đề cử
| Giải thưởng                                    | Năm  | Hạng mục                             | Tác phẩm đề cử/Người nhận | Kết quả   | Ng.    |
| Asian Music Festival 2019                      | 2019 | Nhóm nhạc nữ mới danh dự thường niên | DeMOON                    | Đoạt giải | [ 8 ]  |
| The 30th Oriental Music Festival               | 2023 | Ca sĩ thời trang của năm             | Viên Nhất Kỳ              | Đoạt giải | [ 19 ] |
| Weibo Music Festival                           | 2023 | Ca sĩ mới của năm                    | Viên Nhất Kỳ              | Đoạt giải | [ 20 ] |
| QQ Music Peak Ceremony                         | 2024 | Nữ ca sĩ mới đỉnh cao của năm        | Viên Nhất Kỳ              | Đoạt giải |        |
| Lễ hội âm nhạc "Sóng âm thanh giữa các vì sao" | 2025 | Nữ ca sĩ của năm                     | Viên Nhất Kỳ              | Đoạt giải |        |

## Đại ngôn, đại diện
| Năm  | Nhãn Hàng   | Ghi Chú                              |
| ---- | ----------- | ------------------------------------ |
| 2021 | PONY波尼    | Đại Xứ Thương Hiệu                   |
| 2021 | Trà Ô Long  | Người Phát Ngôn Cùng Phí Thẩm Nguyên |
| 2022 | Bobbi Brown | Giám đốc kinh nghiệm                 |
| 2024 | LimerenceM  | Đại Sứ Thương Hiệu                   |